# Marja van Bijsterveldt
Janneke Marlene van Bijsterveldt, dite Marja van Bijsterveldt, née Vliegenthart le 27 juin 1961 à Rotterdam, est une femme politique néerlandaise. Membre de l'Appel chrétien-démocrate (CDA), elle est ministre de l'Éducation, de la Culture et de la Science de 2010 à 2012 dans le deuxième cabinet de Mark Rutte et bourgmestre de Delft depuis 2016.

## Biographie

### Formation et carrière
Elle obtient son diplôme de soins infirmiers en 1981, et travaille ensuite comme infirmière pendant neuf ans.

### Vie politique

#### Bourgmestre de Schipluiden à 33 ans
En 1994, elle est nommée bourgmestre de Schipluiden, devenant, à 33 ans, la plus jeune titulaire d'un tel poste aux Pays-Bas. Élue présidente de l'Appel chrétien-démocrate en novembre 2002, elle démissionne de son mandat local le 31 décembre 2002.

#### Carrière ministérielle
Elle est nommée secrétaire d'État (nl) à l'Enseignement secondaire et professionnel du ministère de l'Éducation le 22 février 2007 dans le gouvernement de grande coalition de Jan Peter Balkenende, ce qui la conduit à renoncer à la présidence du parti. À compter de la démission du cabinet, le 20 février 2010, elle est chargée d'exercer ses fonctions par intérim le 23 février.
Aux législatives anticipées du 9 juin, elle est élue députée à la Tweede Kamer. Le 14 octobre, Marja van Bijsterveldt devient ministre de l'Éducation, de la Science et de la Culture dans le gouvernement minoritaire formé par le libéral Mark Rutte.
Le 5 novembre 2012, la travailliste Jet Bussemaker lui succède.

#### bourgmestre de Delft
Elle est nommée bourgmestre de Delft le 2 septembre 2016.

### Vie privée
Elle est mariée, mère de deux enfants et vit à Schipluiden.